# EM i roning 2016
EM i roning 2016 blev afholdt i Brandenburg, Tyskland, mellem 6. og 8. maj 2016.

## Medaljevindere

### Mænd
| Event | Guld | Tid     | Sølv | Tid     | Bronze | Tid     |
| ----- | --- | ------- | --- | ------- | --- | ------- |
| M1x   | Kroatien (CRO) · Damir Martin | 8:05.59 | Litauen (LTU) · Mindaugas Griškonis | 8:19.30 | Tjekkiet (CZE) · Ondřej Synek | 8:25.40 |
| M2-   | Ungarn (HUN) · Adrián Juhász · Béla Simon | 7:05.70 | Storbritannien (GBR) · Alan Sinclair · Stewart Innes | 7:06.28 | Holland (NED) · Roel Braas · Mitchel Steenman | 7:06.78 |
| M2x   | Kroatien (CRO) · Martin Sinković · Valent Sinković | 7:06.33 | Tyskland (GER) · Marcel Hacker · Stephan Krueger | 7:14.22 | Litauen (LTU) · Rolandas Mascinskas · Saulius Ritter | 7:17.79 |
| M4-   | Storbritannien (GBR) · Alex Gregory · Mohamed Sbihi · George Nash · Constantine Louloudis                                                                                    | 6:18.93 | Hviderusland (BLR) · Vadzim Lialin · Dzianis Mihal · Mikalai Sharlap · Ihar Pashevich                                                                                             | 6:20.91 | Frankrig (FRA) · Valentin Onfroy · Benjamin Lang · Mickael Marteau · Theophile Onfroy                                                                              | 6:21.55 |
| M4x   | Estland (EST) · Andrei Jamsa · Allar Raja · Tõnu Endrekson · Kaspar Taimsoo                                                                                                  | 6:29.82 | Litauen (LTU) · Dovydas Nemeravicius · Martynas Dziaugys · Dominykas Jancionis · Aurimas Adomavicius                                                                              | 6:31.98 | Rusland (RUS) · Nikita Morgachev · Artem Kosov · Vladislav Ryabcev · Sergey Fedorovtsev                                                                            | 6:32.27 |
| M8+   | Tyskland (GER) · Maximilian Munski · Malte Jakschik · Andreas Kuffner · Felix Drahotta · Maximilian Reinelt · Eric Johannesen · Richard Schmidt · Hannes Ocik · Martin Sauer | 6:16.65 | Rusland (RUS) · Roman Lomachev · Lev Gritsenko · Maksim Golubev · Pavel Sorin · Viacheslav Mikhaylevskiy · Alexander Kornilov · Semen Yaganov · Daniil Andrienko · Pavel Safonkin | 6:17.43 | Storbritannien (GBR) · Matthew Gotrel · Scott Durant · Tom Ransley · Paul Bennett · Pete Reed · Andrew Triggs Hodge · Matt Langridge · William Satch · Phelan Hill | 6:20.39 |
| LM1x  | Lukas Babac (SVK) | 7:33.42 | Konstantin Steinhuebel (GER) | 7:35.54 | Rajko Hrvat (SLO) | 7:36.72 |
| LM2-  | Storbritannien (GBR) · Sam Scrimgeour · Joel Cassells | 7:00.38 | Danmark (DEN) · Emil Espensen · Jens Vilhelmsen | 7:03.94 | Spanien (ESP) · Sergio Pérez Moreno · Jesús González Álvarez | 7:05.32 |
| LM2x  | Irland (IRL) · Gary O'Donovan · Paul O'Donovan | 6:57.76 | Tyskland (GER) · Moritz Moos · Jason Osborne | 6:59.54 | Norge (NOR) · Kristoffer Brun · Are Strandli | 7:00.52 |
| LM4-  | Schweiz (SUI) · Lucas Tramer · Simon Schuerch · Simon Niepmann · Mario Gyr                                                                                                   | 6:45.24 | Storbritannien (GBR) · CChris Bartley · Mark Aldred · Jono Clegg · Peter Chambers                                                                                                 | 6:47.73 | Tyskland (GER) · Jonathan Koch · Lucas Schaefer · Tobias Franzmann · Lars Wichert                                                                                  | 6:51.66 |

### Kvinder
| Event | Guld | Tid     | Sølv | Tid     | Bronze | Tid     |
| ----- | --- | ------- | --- | ------- | --- | ------- |
| W1x   | Magdalena Lobnig (AUT) | 9:22.32 | Elza Gulbe (LAT) | 9:39.10 | Sanita Puspure (IRL) | 9:44.77 |
| W2-   | Storbritannien (GBR) · Helen Glover · Heather Stanning | 7:35.93 | Tyskland (GER) · Kerstin Hartmann · Kathrin Marchand | 7:43.81 | Rumænien (ROU) · Madalina Beres · Laura Oprea | 7:47.18 |
| W2x   | Hviderusland (BLR) · Julija Bichyk · Tatsiana Kukhta | 8:25.91 | Tyskland (GER) · Julia Lier · Mareike Adams | 8:28.30 | Tjekkiet (CZE) · Kristyna Fleissnerova · Lenka Antosova | 8:31.94 |
| W4x   | Tyskland (GER) · Annekatrin Thiele · Carina Baer · Marie-Catherine Arnold · Lisa Schmidla                                                                               | 7:14.31 | Polen (POL) · Agnieszka Kobus · Joanna Leszczyńska · Maria Springwald · Monika Ciaciuch                                                                                      | 7:18.53 | Ukraine (UKR) · Daryna Verkhogliad · Olena Buryak · Anastasiia Kozhenkova · Ievgeniia Nimchenko | 7:21.12 |
| W8+   | Storbritannien (GBR) · Katie Greves · Melanie Wilson · Frances Houghton · Polly Swann · Jessica Eddie · Olivia Carnegie-Brown · Karen Bennett · Zoe Lee · Zoe De Toledo | 6:51.46 | Holland (NED) · Wianka Van Dorp · Sophie Souwer · Lies Rustenburg · Jose Van Veen · Elisabeth Hogerwerf · Claudia Belderbos · Monica Lanz · Olivia Van Rooijen · Ae-Ri Noort | 6:51.83 | Rusland (RUS) · Julia Kalinovskaya · Yulia Inozemtseva · Julia Popova · Alevtina Savkina · Anastasia Karabelshchikova · Aleksandra Fedorova · Elena Lebedeva · Elena Oriabinskaia · Ksenia Volkova | 6:55.43 |
| LW1x  | Anja Noske (GER) | 8:26.75 | Aja Runge Holmegaard (DEN) | 8:32.54 | Elisabeth Woerner (NED) | 8:37.05 |
| LW2x  | Holland (NED) · Ilse Paulis · Maaike Head | 7:40.50 | Tyskland (GER) · Fini Sturm · Marie-Louise Draeger | 7:42.79 | Polen (POL) · Joanna Dorociak · Weronika Deresz | 7:44.88 |

### Medaljeoversigt
| Placering | Land           | Guld | Sølv | Bronze | Total |
| --------- | -------------- | ---- | ---- | ------ | ----- |
| 1         | Storbritannien | 4    | 2    | 1      | 7     |
| 2         | Tyskland       | 3    | 6    | 1      | 10    |
| 3         | Kroatien       | 2    | 0    | 0      | 2     |
| 4         | Holland        | 1    | 1    | 2      | 4     |
| 5         | Hviderusland   | 1    | 1    | 0      | 2     |
| 6         | Irland         | 1    | 0    | 1      | 2     |
| 7         | Østrig         | 1    | 0    | 0      | 1     |
| 7         | Estland        | 1    | 0    | 0      | 1     |
| 7         | Ungarn         | 1    | 0    | 0      | 1     |
| 7         | Schweiz        | 1    | 0    | 0      | 1     |
| 7         | Slovakiet      | 1    | 0    | 0      | 1     |
| 12        | Litauen        | 0    | 2    | 1      | 3     |
| 13        | Danmark        | 0    | 2    | 0      | 2     |
| 14        | Rusland        | 0    | 1    | 2      | 3     |
| 15        | Polen          | 0    | 1    | 1      | 2     |
| 16        | Letland        | 0    | 1    | 0      | 1     |
| 17        | Tjekkiet       | 0    | 0    | 2      | 2     |
| 18        | Frankrig       | 0    | 0    | 1      | 1     |
| 18        | Norge          | 0    | 0    | 1      | 1     |
| 18        | Rumænien       | 0    | 0    | 1      | 1     |
| 18        | Slovenien      | 0    | 0    | 1      | 1     |
| 18        | Spanien        | 0    | 0    | 1      | 1     |
| 18        | Ukraine        | 0    | 0    | 1      | 1     |
|           | Total          | 17   | 17   | 17     | 51    |

## Eksterne links
- Wikimedia Commons har flere filer relateret til EM i roning 2016
- Officielt website Arkiveret 10. oktober 2016 hos  Wayback Machine